# A magas ősz férfi társat keres
A magas ősz férfi társat keres (eredeti cím: Un profil pour deux) 2017-ben bemutatott francia romantikus vígjáték, amelyet Stéphane Robelin írt és rendezett. A főszerepben Pierre Richard látható.

## Cselekmény
Pierre özvegy, nyugdíjas férfi, aki már két éve nem hagyta el a házát. Miután unokájának fiúbarátjától, Alextől megtanulja a számítástechnika alapjait, Pierre az interneten megismerkedik egy fiatal nővel, akit elbűvöl romantikusságával. Meg is beszélik az első randevút, csakhogy Pierre Alex fényképét használta a profiljában, ezért meg kell győznie a fiatalembert, hogy menjen el helyette a találkozóra.

## Szereplők
| Szereplő | Színész              | Magyar hang         |
| -------- | -------------------- | ------------------- |
| Pierre   | Pierre Richard       | Szacsvay László     |
| Alex     | Yaniss Lespert       | Fehér Tibor         |
| Flora    | Fanny Valette        | Pálmai Anna         |
| Sylvie   | Stéphane Bissot      | Hegyi Barbara       |
| Juliette | Stéphanie Crayencour | Ligeti Kovács Judit |
| Bernard  | Gustave Kervern      | Faragó András       |
| Marie    | Macha Méril          | Zsurzs Kati         |
| David    | Pierre Kiwitt        | Kardos Róbert       |
| Simon    | Arthur Defays        | Kocsis Dénes        |
| Dauphine | Laurence Weitzig     | Varga Gabriella     |
| Producer | Philippe Chaine      | Czvetkó Sándor      |
| Doucette | Aliocha Arbogast     | Bogdányi Titanilla  |
| Caroline | Charlotte Krenz      | Gyöngy Zsuzsa       |
| Martine  |                      | Nemes Takách Kata   |
| Ápolónő  |                      | Peller Anna         |